# Steinmaur
Steinmaur is een gemeente en plaats in het Zwitserse kanton Zürich, en maakt deel uit van het district Dielsdorf.

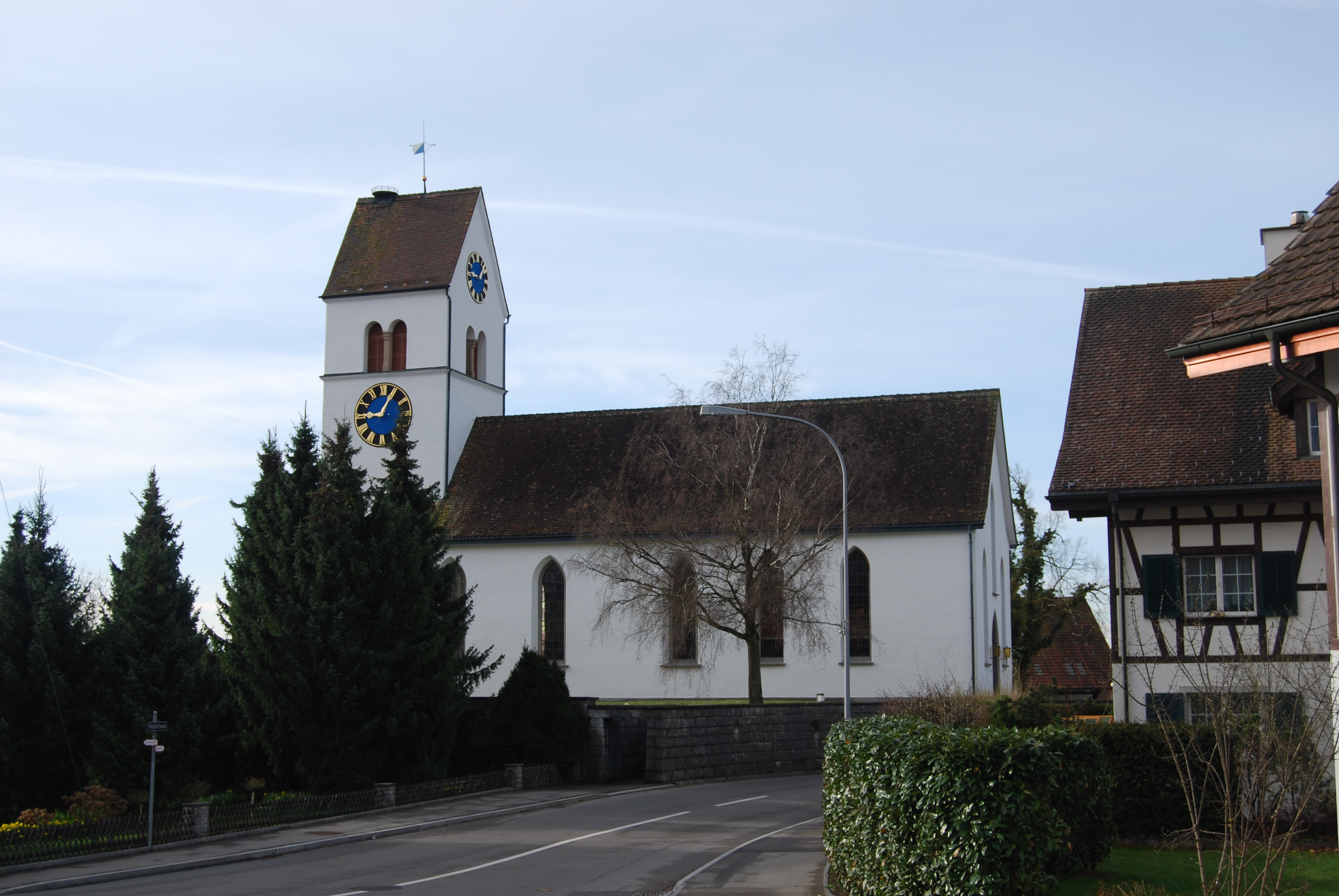
Steinmaur

Steinmaur telt 2960 inwoners.